# Hoefbevangenheid
Hoefbevangenheid of laminitis is een aandoening aan de hoeven bij paarden en komt voornamelijk voor bij de voorbenen. Tussen de verbinding van hoornschoen met het hoefbeen ontstaat een hoeflederontsteking van de plaatjes, die tot een zeer pijnlijke zwelling leidt.
Er zijn zeer veel oorzaken te noemen, een van de oorzaken is een te hoog fructaangehalte in het gras. Dit komt doordat bij veel zonneschijn en tegelijkertijd lage temperaturen, zoals die kunnen voorkomen in de late herfst en het vroege voorjaar, het gras de overmaat aan opgenomen energie als tussenopslag opslaat in fructanen. Bij het paard ontstaat bij opname van dit gras een te hoog suikergehalte waardoor endotoxinen in de bloedbaan komen en uiteindelijk ook te veel melkzuur in de bloedbaan.
Andere oorzaken zijn overbelasting, stress, te veel werk na (lange) rust, te veel/lange (box)rust na inspanning, sterke weersveranderingen, voer (te veel), mineralengebrek, erfelijkheid, PPID (Pituitary Pars Intermedia Dysfunction, ook het syndroom van Cushing) en te weinig beweging.